# ایامون سیانت
ایامون سیانت (انگلیسی: Eamonn Ceannt)؛ (زاده ۲۱ سپتامبر ۱۸۸۱ - درگذشته ۸ مه ۱۹۱۶) فرد نظامی اهل جمهوری ایرلند و یک جمهوری‌خواه ایرلندی بود که بیشتر به خاطر نقش‌اش در قیام عید پاک در ۱۹۱۶ مشهور بود.

## پیشینه
او در روستای کوچک بالی مو در کانتی گالوی متولد شد. پدر و مادرش جیمز کنت (۴ ژوئیه ۱۸۳۹–۱۸۹۵) و جوآن گالویل بودند. (آنها در تاریخ ۵ ژوئیه ۱۸۷۰ ازدواج کردند). او ششمین فرزند خانواده بود … پدرش ویلیام مایکل ریچارد افسر ارتش پادشاهی ایرلند بود. خانواده او بعد از بازنشستگی پدرش به دوبلین نقل مکان کرد. خانواده‌اش کاتولیک و بسیار مذهبی بود و آموزش‌های مذهبی که از خانواده فرا گرفته بود تا پایان عمر در او باقی ماند.
دو رویداد که ناسیونالیسم را در اواخر قرن نوزدهم به وجود آورد، یادبود ۱۷۹۸ و جنگ بوئر در آفریقای جنوبی بود. ایامون به این حوادث علاقه‌مند شده و در مراسم یادبود ۱۷۹۸ شرکت کرد.

## زندگی شخصی
در سال ۱۸۹۹، سه آنت به شاخه مرکزی گیلیک لیگ ملحق شد. اینجا بود که او برای اولین بار با مردانی از جمله: پاتریک پیرس و آئین مک نیل دیدار کرد که نقش مهمی در قیام داشتند. او بشدت درگیر جنبش‌های ملی گرایانه شد و علاقه زیادی به زبان ایرلندی داشت. فرهنگ ایرلندی، موسیقی ایرلندی، رقص، شعر، ادبیات و تاریخ. از جمله علائق او بود. او بعنوان یک عضو بسیار متعهد و عضو منتخب هیئت مدیره لیگ تا سال ۱۹۰۵ زبان ایرلندی را در دفاتر لیگ آموزش داد…